# 大理古城基督教堂
大理古城基督教堂位于云南省大理白族自治州大理市大理古城复兴路576号（与平等路交叉处），始建于1904年，原称“中华基督教礼拜堂”，是云南省最古老且保存完整的教堂建筑。教堂历经多次更名：1956年改为“大理基督教合一会”，1980年更名为“大理古城基督教会”，2004年定名为“大理古城基督教堂”。

## 历史
基督教于清光绪元年（1875年）由英国基督教内地会传教士经缅甸传入大理。光绪七年（1881年）成立大理基督教内地会教会，光绪三十年（1904年）建成此教堂及福音堂（后改为福音医院，现为大理市第二人民医院）。1925年3月16日大地震中受损严重，次年信众捐资修复。文化大革命期间教堂被占用。1981年修复。2008年9月公布为第三批大理市文物保护单位。

## 建筑
教堂坐北朝南，主体为抬梁式土木结构，由门厅、祈祷室、礼拜堂和钟楼组成，南北长26米，宽12米，可容纳200余人礼拜。以白族传统建筑风格为主，吸收部分西方建筑元素，其外墙以卵石砌筑，墙裙及墙角以条石支砌，屋顶采用四撇水瓦顶。

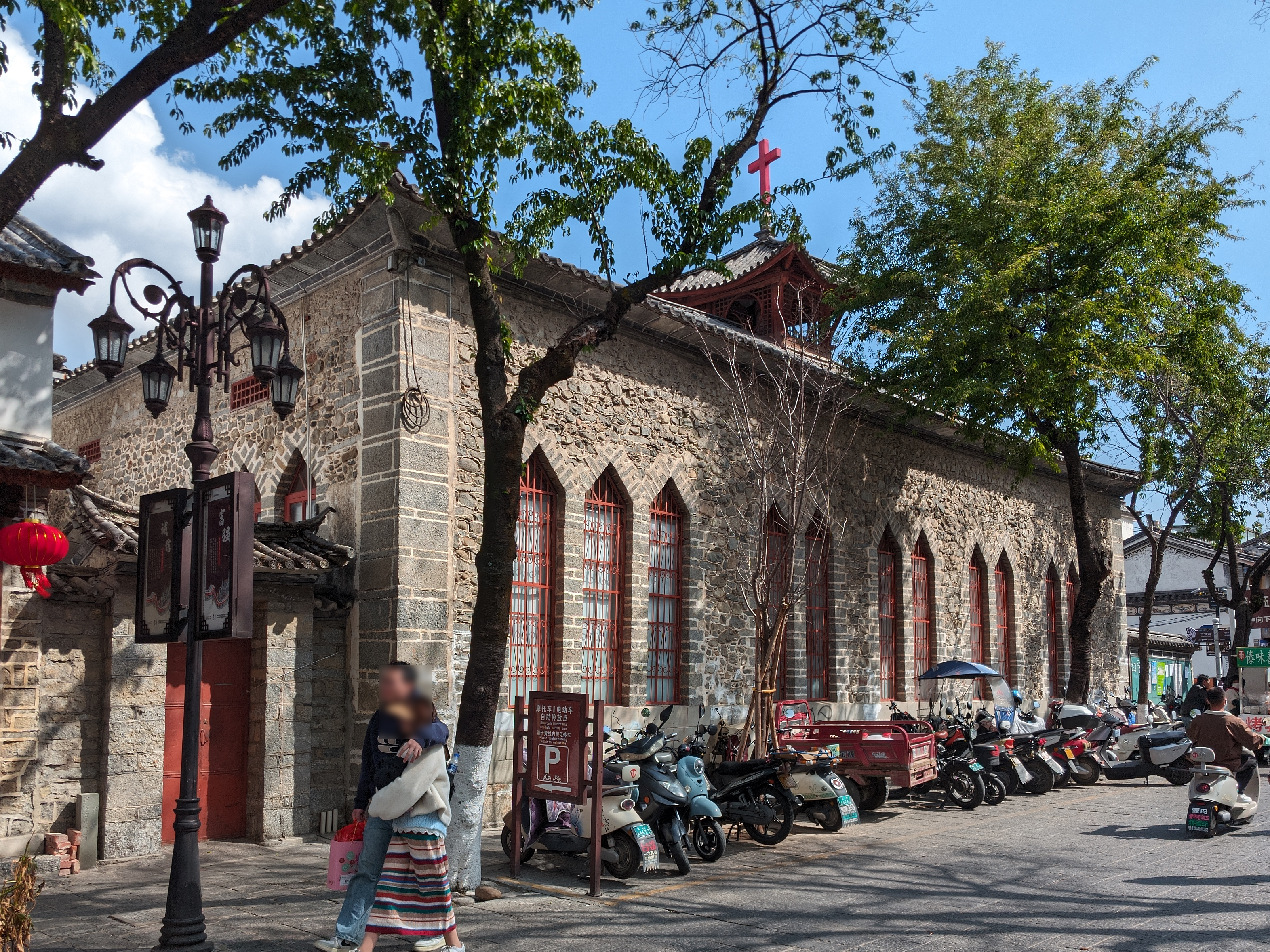
侧面
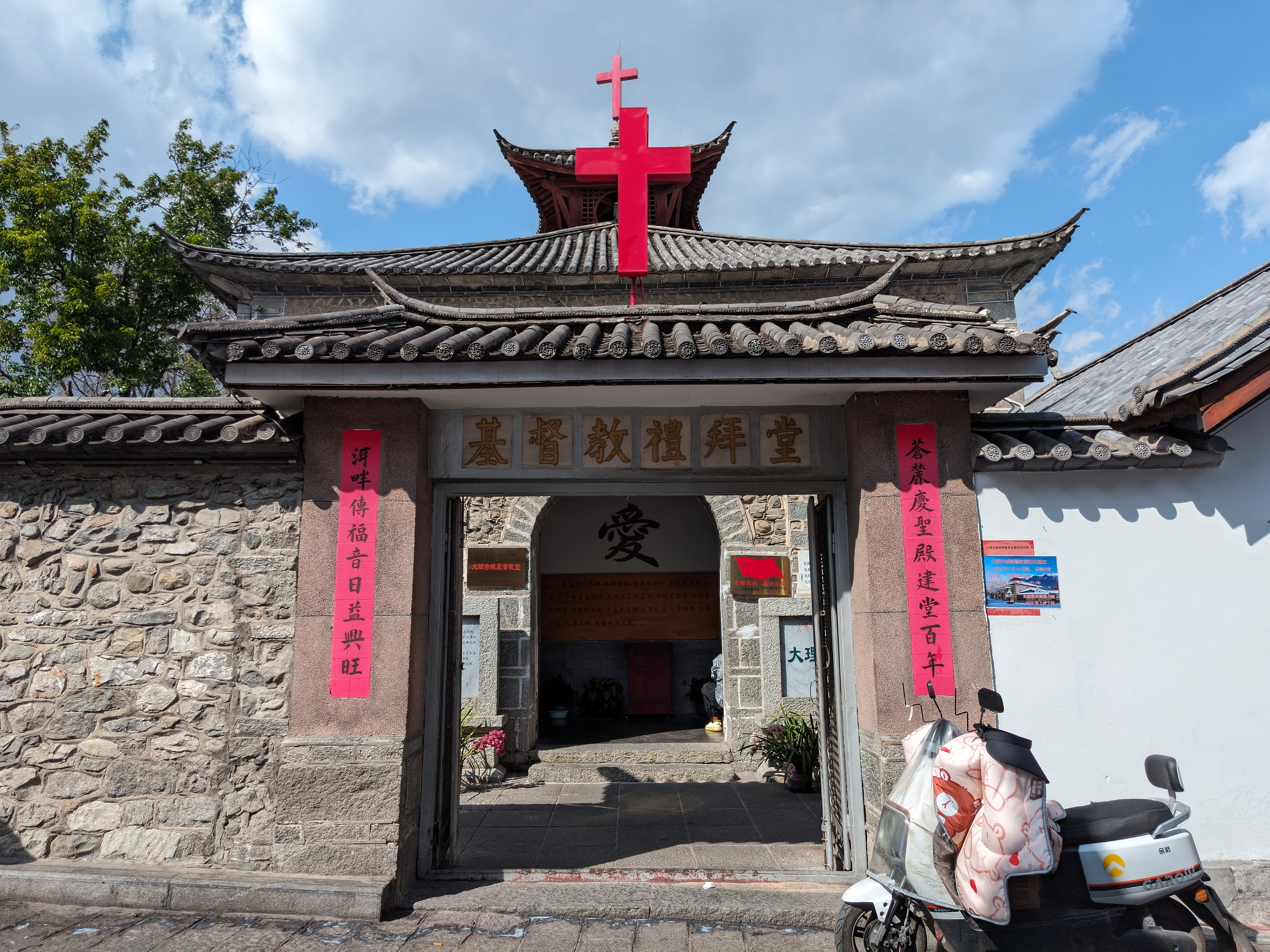
正门
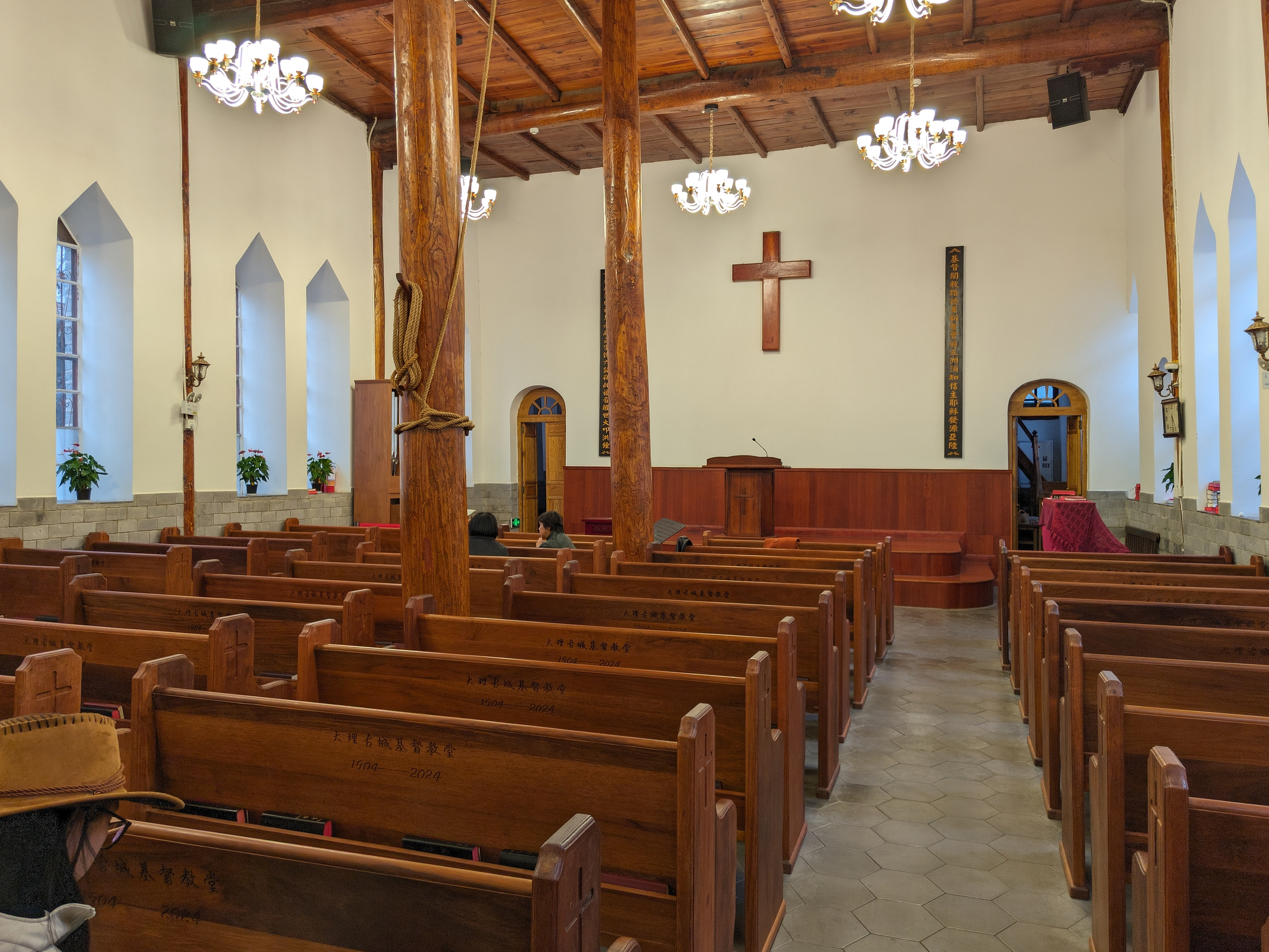
室内
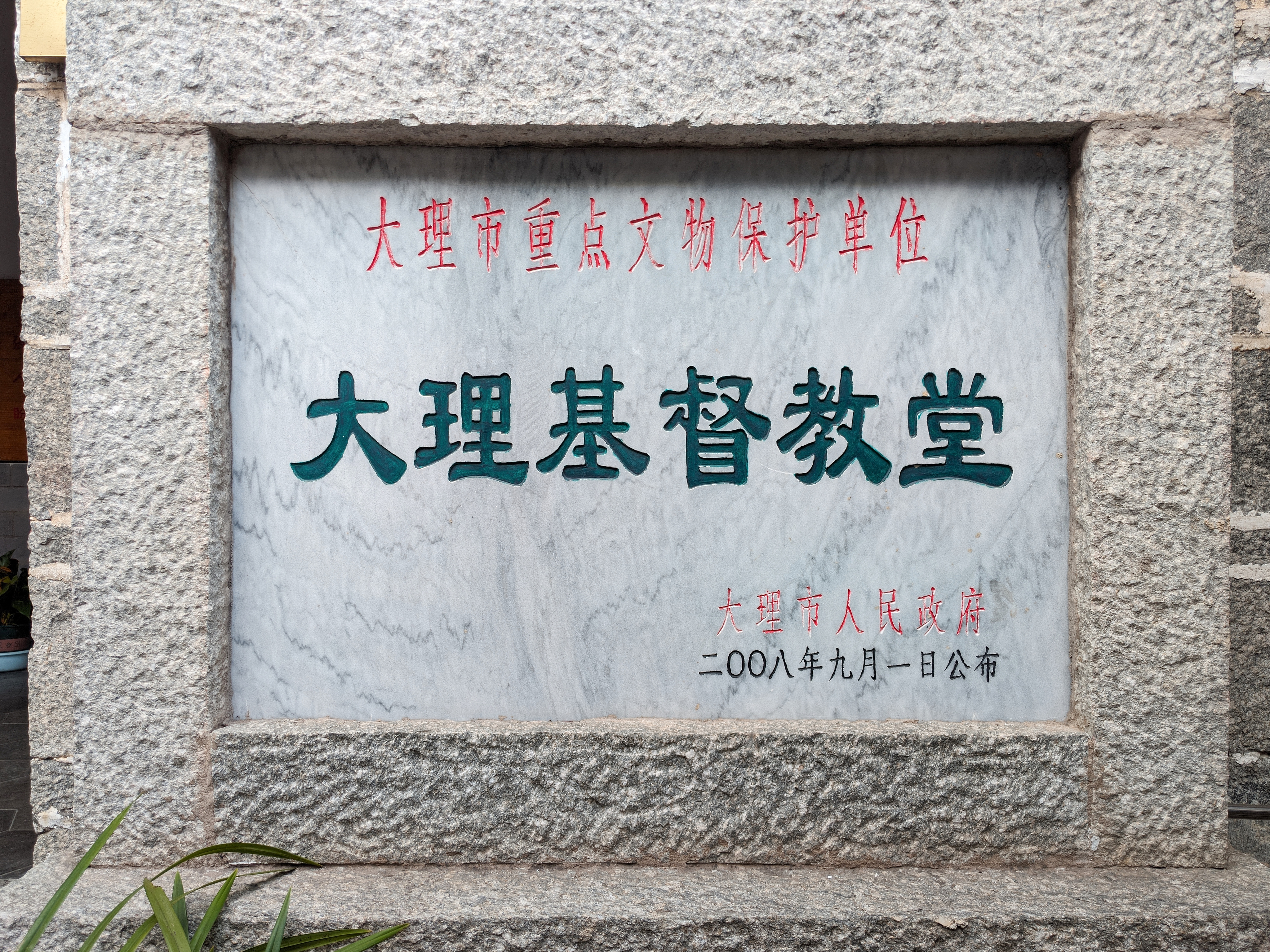
文保碑
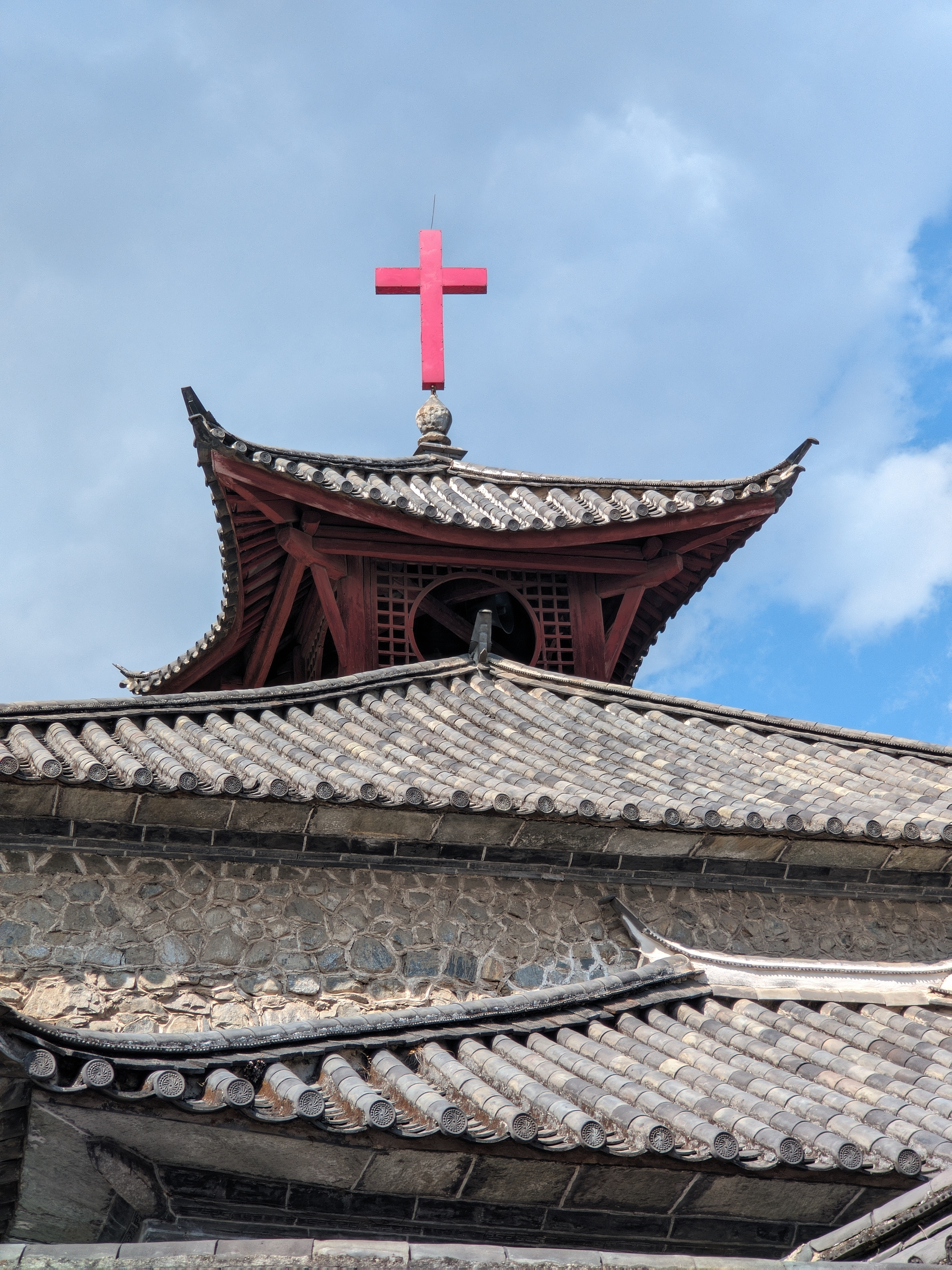